# Argophyllum
Argophyllum – rodzaj roślin z rodziny Argophyllaceae. Obejmuje 17 gatunków. Rośliny te występują we wschodniej Australii (stany Queensland i Nowa Południowa Walia) oraz na Nowej Kaledonii (na tej wyspie obecnych jest większość przedstawicieli rodzaju). Rosną zwykle w tropikalnych lasach wilgotnych, często znane są z nielicznych stanowiskach (np. A. verae tylko z jednego).
Niektóre gatunki uprawiane są jako ozdobne, zwłaszcza A. nullumense.

## Morfologia
PokrójZimozielone krzewy do 4 m wysokości. Pędy zwykle pokryte są charakterystycznymi, T-kształtnymi włoskami, czasem gęsto omszone.
LiścieSkrętoległe, zebrane po 3–4 na końcach krótkopędów. Blaszka całobrzega lub ząbkowana, gęsto owłosiona, od spodu często biało lub srebrzyście. Kształt liści od równowąskiego, poprzez lancetowaty do owalnego.
KwiatyDrobne, zebrane w kwiatostany groniaste i wiechowate na końcach pędów lub wyrastające z kątów liści. Kwiaty są promieniste i obupłciowe, zwykle 5-krotne (rzadko 6-krotne). Trwałe działki kielicha składają się zwykle z 5 działek, u dołu zrośniętych w rurkę, u góry z ząbkami wyraźnie dłuższymi od rurki. Korona zwykle z 5 płatkami, u nasady krótko zrośniętymi. Płatki żółte, białe lub zielone. Pręcików jest 5. Zalążnia jest wpół dolna, zwykle z 1 lub 2 komorami i bardzo licznymi zalążkami. Słupek na szczycie krótkiej szyjki rozwidlony jest na 2–5 ramion, każde zwieńczone jest główkowatym znamieniem.
OwoceWielonasienne torebki zawierające jajowate nasiona.

## Systematyka
Pozycja systematyczna
Jeden z dwóch rodzajów z rodziny Argophyllaceae.
Wykaz gatunków
- Argophyllum brevipetalum Guillaumin
- Argophyllum cryptophlebum Zemann
- Argophyllum curtum A.R.Bean & P.I.Forst.
- Argophyllum ellipticum Labill.
- Argophyllum ferrugineum A.R.Bean & P.I.Forst.
- Argophyllum grunowii Zahlbr.
- Argophyllum heterodontum A.R.Bean & P.I.Forst.
- Argophyllum iridescens A.R.Bean & P.I.Forst.
- Argophyllum jagonis A.R.Bean & P.I.Forst.
- Argophyllum lejourdanii F.Muell.
- Argophyllum loxotrichum A.R.Bean & P.I.Forst.
- Argophyllum montanum Schltr.
- Argophyllum nitidum J.R.Forst. & G.Forst.
- Argophyllum nullumense R.T.Baker
- Argophyllum palumense A.R.Bean & P.I.Forst.
- Argophyllum verae P.I.Forst.
- Argophyllum vernicosum Däniker